# Aglenchus agricola
Aglenchus agricola is een rondwormensoort uit de familie van de Psilenchidae. De wetenschappelijke naam van de soort is voor het eerst geldig gepubliceerd in 1884 door de Man.